# Михальчик, Илья Юрьевич
Илья́ Ю́рьевич Миха́льчик (род. 17 августа 1996, Киев) — украинский мотогонщик, мастер спорта международного класса по мотоспорту. В 2014 году занял шестую позицию на Чемпионате мира в классе Superstock 600, вице-чемпион Европы в классе Supersport 600 (2016 год), чемпион международного чемпионата Германии IDM Superbike (2018). Победитель суточного мотоциклетного марафона «24 часа Спа» (2022), бронзовый призёр мотомарафонов «Боль д'Ор» (2019) и  «24 часа Ле-Мана» (2021).

## Биография
Родился 17 августа 1996 года в Киеве, Украина.

## Карьера
С ранних лет не расстается с мототехникой. Первым мотоциклом стал Yamaha PW50, на который посадил Илью отец Юрий Михальчик в 4 года. Спустя год Илья стал участвовать в соревнованиях, а в 6 лет в первый раз поднялся на подиум.

## Мотошоу
С пяти лет начал зарабатывать, выступая с отцом в шоу-программах на мотоциклах. 7 августа 2004 года в возрасте 7-ми лет Илья совершает прыжок на мотоцикле на расстояние 14 метров, чем устанавливает рекорд Украины. Позже бьет свой же рекорд с результатом 25 метров.

## Мотокросс
В 2003 году Илья Михальчик становится обладателем Кубка Украины по мотокроссу в классе 50 см³. 2004 г. – чемпион Украины в классе 65 см³. В 2005-2006 годах – вице-чемпион Украины. В 2009 году – вице-чемпион Украины в классе 85 см³. 2010 г. – обладатель Кубка Украины в классе MX2 (250 см³).

## Шоссейно-кольцевые гонки
- 2012: участник European Junior Cup KTM. Благодаря тому, что в финальном этапе финишировал вторым, занял 10 место в чемпионате[7].
- 2013: вице-чемпион «Кубка Наций» на подмосковном автодроме Moscow Raceway[8]; победитель нескольких этапов чемпионата России по Супермото[9].
- 2014: чемпион Украины по Супермото в классе OPEN[10]; 6 место в общем зачете на Чемпионате мира в классе Superstock 600[1].
- 2015: чемпион Украины в классе Супермото в классе OPEN; Кубок губернатора Московской области в классе SBK – второе место [11].
- 2016: вице-чемпион Европы в классе Supersport 600[12]; чемпион Украины в классах Supersport 300 и Pit bike.
- 2017: участник Чемпионата мира в классе Superstock 1000, где занял 9 место в общем зачёте (финальный этап 2 место)[13]; чемпион Украины в классах Supersport 300 и Pit bike.
- 2018: чемпион интернационального чемпионата IDM Superbike 1000 в Германии[3].

### Команды
- 2014: Go Eleven (Kawasaki);
- 2016: DS Junior (Kawasaki);
- 2017: Triple M (Kawasaki);
- 2018: alpha Racing-Van Zon (BMW)[14][15].

## Личная жизнь
В 28 лет Юрий Михаильчик (отец Ильи) начал зарабатывать на фристайл-мотокроссе и стант-заездах. Вместе с отцом Илья проехал на одном мотоцикле 152 метра на переднем колесе и участвовал в других трюках. Юрий играет большую роль в карьере молодого мотогонщика: он посадил его на первый байк, нашел первых спонсоров, дал первые уроки по мотоспорту, и не перестает поддерживать сына. В интервью для xsport.ua Юрий вспоминает, что во время переломного возраста Ильи (16-18 лет) их отношения переросли в нечто большее, – они стали крепкими партнерами, которыми остаются и по сей день. В свободное от гонок время Илья помогает отцу и дает мастерклассы на автодроме «Чайка» в городе Киев, а также тренируется там в межсезонье. .
Мама Людмила поддерживает мужа и сына. Во времена совместных выступлений в мотошоу, ездила на выступления с сыном и мужем. Но не просто как болельщица, а незаменимая помощница. "Мама после нас разбирает декорации, тушит кольца, а кроме этого помогает нам в организационных вопросах", — рассказывал Илья в то время. 